# 정치적 올바름
정치적 올바름(영어: political correctness, PC)은 말의 표현이나 용어의 사용에서, 인종·민족·언어·종교·성차별 등의 편견이 포함되지 않도록 하자는 주장을 나타낼 때 쓰는 말이다. 특히 다민족국가인 미국 등에서 정치적인 관점에서 차별·편견을 없애는 것이 올바르다고 하는 의미에서 사용하게 된 용어이다.
이 주장 가운데 일부는 언어의 문법 구조가 그 언어를 구사하는 인간의 사고에 영향을 준다는 사피어-워프 가설과 관련되어 있다. 일부 언어학자들이 어떤 종류의 언어를 쓰느냐가 인간의 사고에 어느 정도 영향을 준다고 여기고 있지만, 이 가설을 확대해서 해석하면 언어가 인간의 사고에 절대적인 영향을 준다고 볼 수도 있다. 곧 성차별적인 어휘를 쓰면 성차별주의자가 된다고 주장할 수 있는 것이다.
정치적 올바름이라는 문구는 1930년대에 처음 등장했으며, 권위주의 정권에서 이데올로기에 대한 독단적 고수를 설명하는 데 사용되었다.나치 독일과 소비에트 러시아. 1970년대와 1980년대에 좌파가 정치적으로 올바르다는 용어의 초기 사용은 자기 비판적 풍자; 사용은 심각한 정치 운동의 이름이라기보다는 아이러니했다. 정치적 정통성을 너무 경직되게 고수하는 사람들을 풍자하는 데 사용되는 좌파들 사이에서 농담으로 간주되었다.이 용어의 현대 경멸적인 사용은 20세기 후반 신좌파에 대한 보수적인 비판에서 나왔으며 많은 사람들이 이를 검열의 한 형태로 묘사했다.
미국의 정치 좌파에 대한 논평가들은 보수주의자들이 정치적 올바름의 개념을 사용하여 불우한 집단에 대한 실질적으로 차별적인 행동으로부터 주의를 경시하고 주의를 돌린다고 주장한다.그들은 또한 정치적 우파가 선호하는 선거구와 이념에 대한 비판을 억제하기 위해 자체 형태의 정치적 정확성을 강요한다고 주장한다.미국에서 이 용어는 진보와 보수 사이의 문화 전쟁에서 중요한 역할을 했다.

## 역사

### 20세기 초~중반
20세기 초중반에 정치적으로 올바르다는 표현은 정치 내에서 다양한 이념적 정통성을 엄격하게 준수하는 것을 설명하는 데 사용되었다.1934년 뉴욕 타임즈는 나치 독일이 "정치적으로 올바른 의견을 가진 순수한 '아리아인'에게만" 취재 허가를 내주고 있다고 보도했다. 정치적 올바름이라는 용어는 1917년 러시아 혁명 이후 마르크스-레닌주의 어휘에 처음 등장했다.  당시에는 소련 공산당의 정책과 원칙, 즉 당 노선에 대한 엄격한 준수를 설명하는 데 사용되었다. 나중에 미국에서 이 문구는 공산주의자와 사회주의자 간의 논쟁에서 독단주의에 대한 비난과 연관되게 되었다. 미국 교육자 허버트 콜에 따르면 1940년대 말과 1950년대 초 뉴욕에서 있었던 토론에 관한 글을 썼다. '정치적 올바름'이라는 용어는 CP 노선에 대한 충성심이 연민보다 우선하여 나쁜 정치로 이어진 사람을 지칭하는 비하적인 의미로 사용되었다. 이 용어는 사회주의자들이 공산주의자들에 대항하여 사용했으며, 평등주의적 도덕 사상을 믿는 사회주의자와 도덕적 실체와 상관없이 당의 입장을 옹호하고 방어하는 독단적인 공산주의자를 구분하기 위한 것이었다.

### 1970년대
1970년대에 미국의 신좌파는 정치적 올바름이라는 용어를 사용하기 시작했다.에세이 흑인 여성에서: 선집 (1970), 토니 케이드 밤 바라 "남자는 정치적으로 옳고 [남성] 쇼비니스트도 될 수 없다"고 말했다. 윌리엄 사파이어는 이것을 전형적인 현대적 의미에서 처음으로 사용한 것으로 기록한다. "정치적 올바름"이라는 용어는 마오 쩌둥이 올바른 당 노선을 고수 할 것을 강조한 마오의 리틀 레드 북에 대한 서구에서의 친숙 함을 통해 신좌파에 의해 부활 한 것으로 믿어졌다. 이 용어는 신좌파에 의해 아이러니하거나 자기 비하적인 의미로 빠르게 사용되기 시작했다.
그 후이 용어는 종종 자기 비판적 풍자로 사용되었다. 데브라 L. 슐츠는 "1970년대와 1980년대에 걸쳐 신좌파, 페미니스트, 진보주의자들은 사회 변화 노력에서 자신들의 정통성에 대한 경계로 '정치적으로 올바른'이라는 용어를 아이러니하게 사용했다"고 말했다. "PC는 바비 런던의 만화책 <운동의 머튼>에서 사용되었고, 이후 바트 디콘의 만화책에서 이념적으로 건전하다는 용어가 사용되었다." 엘렌 윌리스는 에세이 "여성주의 혁명을 향하여"(1992)에서 다음과 같이 말했다: "80년대 초 페미니스트들이 '정치적 올바름'이라는 용어를 사용했을 때, 그것은 '페미니스트 섹슈얼리티'를 정의하려는 반포르노 운동의 노력을 비꼬는 의미로 사용되었다."스튜어트 홀은 이 용어가 원래 사용되던 방식이 현대에 이르러 어떻게 발전했는지 한 가지 방법을 제시한다:
한 버전에 따르면, 정치적 올바름은 실제로 좌파의 농담으로 시작되었는데, 미국 캠퍼스의 급진적인 학생들이 모든 혁명적 단체가 모든 것에 대해 당론을 가지고 있던 60년대 이전의 나쁜 옛날을 아이러니하게 재현하는 행동을 하는 것이었다. 그들은 홍위병이나 문화혁명 위원장의 목소리 톤을 흉내 내어 동료 학생들의 성차별적 또는 인종차별적 행동에 대해 "동지, '정치적으로 옳지 않은' 행동이다!"라고 말하곤 했다.이 용어는 아마도 1975년경 영국에서 현대적인 의미로 사용되기 시작했을 것이다.

### 1980~1990년대
앨런 블룸의 "미국 정신의 폐쇄", 1987년에 처음 출판된 책 1980년대와 1990년대 미국 고등 교육에서 "정치적 정확성"에 대한 논쟁을 예고했다. CMU의 영어 문학 및 문화 연구 교수 제프리 J. 윌리엄스 "공격 ...에 대한 공격"이라고 썼다. 레이건 시대를 통해 끓어 오른 정치적 올바름은 블룸의 책 "미국 정신의 폐쇄"로 베스트셀러가 되었다." ZF 감슨에 따르면 블룸의 책은 "정치적 올바름'을 위해 교수진을 공격했다." CSU의 사회 사업학 교수 토니 플랫은 " '정치적 올바름'에 대한 캠페인"이 1987년 블룸의 책에 의해 시작되었다고 말한다.
1990년 10월 뉴욕 타임즈 기사 리차드 번스타인 이 용어의 대중화로 인정된다. 이때 이 용어는 주로 학계에서 사용되었다: "전국적으로 용어 p.c., 일반적으로 약칭되는 이 용어는 대학에서 무엇을 가르쳐야 하는지에 대한 논쟁에서 점점 더 많이 들리고 있다.""arcnews / curnews"의 Nexis 인용은 1990년 "정치적 정확성"에 대한 기사에서 총 70 건의 인용에 불과하지만 1년 후 Nexis는 1994년까지 1532건의 인용을 기록하며 꾸준히 증가하여 7000건 이상으로 늘어났다. 1991년 5월 뉴욕 타임즈 후속 기사에 따르면 이 용어가 점점 더 넓은 대중 분야에서 사용되고 있다: 작년 가을 학기 초부터 사용되기 시작한 '정치적 올바름'이라는 용어는 최근 몇 달 동안 확산되어 주로 캠퍼스뿐만 아니라 미국 생활의 더 큰 영역에서 분노한 전국적인 논쟁의 초점이 되고 있다.
이전에 모호했던 극좌파 용어는 미국의 중등 학교와 대학에서 진보적 인 교육 방법과 커리큘럼 변화에 대한 보수적 인 사회적, 정치적 도전의 어휘에서 일반적인 통용어가 되었다. 화자 또는 작가가 자유주의 정통의 부과로 간주하는 정책, 행동 및 언어 규범은 "정치적으로 올바른"것으로 묘사되고 비판되었다. 1991년 5월 미시간 대학교 졸업식 졸업식에서 당시 미국 대통령 조지 HW 부시 연설에서 이 용어를 사용했다: "정치적 올바름이라는 개념은 미국 전역에서 논란을 불러일으켰다. 이 운동은 인종차별과 성차별, 증오의 잔해를 쓸어내려는 칭찬할 만한 열망에서 비롯되었지만, 오래된 편견을 새로운 편견으로 대체하고 있다. 특정 주제, 특정 표현, 심지어는 특정 제스처까지 금지한다고 선언한다."
1991년 이후, 미국 보수주의자들 사이에서 경멸적인 표현으로 널리 사용되기 시작했다. 학계를 넘어 문화 및 정치적 논쟁에서 좌파에 대한 보수주의자들의 우려를 요약하는 핵심 용어가 되었다. 1990년 말 포브스와 뉴스위크에서 이 주제를 다룬 두 기사는 모두 제목에 '사상경찰'이라는 용어를 사용하며 새로운 용법의 분위기를 잘 보여주었는데, 바로 디네쉬 디수자의 '비자유주의 교육'이 그 예이다: 캠퍼스에서의 인종과 성의 정치(1991)가 "언론의 상상력을 사로잡았다." 드수자는 학계에서 피해자 보호, 적극적 조치를 통한 다문화주의 지원, 소수자 혐오 발언에 대한 제재, 교과과정 개정("캐논 버스킹"이라고도 함)에 관한 다양한 정책에 대해 유사한 비판적 용어를 사용했다. 이러한 경향은 적어도 부분적으로는 페미니즘, 동성애자 인권 운동, 소수 민족 운동과 같은 운동과 함께 다문화주의와 정체성 정치의 부상에 대한 대응이었다. 이러한 대응은 존 M. 올린 재단과 같은 보수적인 재단과 싱크탱크에서 자금을 지원받았고, 이 재단은 도우자의 책과 같은 여러 책에 자금을 지원했다.
1992년 허버트 콜은 1990년대 초에 '정치적 올바름'이라는 용어의 사용을 장려한 많은 신보수주의자들이 전직 공산당원이었으며, 그 결과 마르크스주의자들이 이 용어를 사용하는 데 익숙했다고 언급했다. 그는 "평등주의적 민주주의 사상이 실제로는 권위주의적이고 정통적이며 공산주의의 영향을 받은 것으로, 사람들이 인종 차별, 성 차별, 동성애 혐오를 할 권리에 반대한다는 것을 암시하려는 의도"가 있었다고 주장했다.
1990년대에 보수 및 우파 정치인, 싱크탱크, 연사들은 특히 언어와 공립학교 교과과정의 내용에 대한 문화 전쟁의 맥락에서 이 문구를 이념적 적을 경멸하는 표현으로 채택했다. 로저 킴볼은 종신 급진주의자에서 PC가 "구조주의와 포스트구조주의, 해체주의, 라캉주의 분석가부터 페미니스트, 동성애자, 흑인 및 기타 특허 정치 형태의 비판에 이르기까지 다양한 반체제적 사고 방식"으로 정의되는 용어인 "좌편향주의"로 가장 잘 설명된다는 프레드릭 크루스의 견해를 지지했다.
자유주의 논평가들은 이 용어를 사용한 보수 주의자들과 반동 주의자들이 사회적 차별을 해결하는 실질적인 문제에서 정치적 논의를 돌리기 위해 그렇게했다고 주장했다.얀 나베슨은 "이 문구는 겁주기 사이에서 살기 위해 탄생한 것으로, 우리가 행동해야 하는 진정한 원칙의 이유를 정치적인 이유로 포장하는 것에 불과하다는 것을 암시한다." 2001년 영국의 한 언론인은 폴리 토인비는 "이 문구는 공허하고 우익적인 명예훼손이며, 오직 그 사용자를 높이기 위해 고안된 것" 2010년에는 "'정치적 올바름'이라는 문구는 여전히 파키, 스파스틱, 퀴어를 말하고 싶은 모든 사람들을 위한 암호화된 표지로 탄생했다" 다른 영국 언론인 윌 허튼은 2001년에 다음과 같은 글을 썼다. 정치적 올바름은 미국 우파가 1980 년대 중반 미국 자유주의 철거의 일환으로 개발 한 훌륭한 도구 중 하나이다. 미국 우파의 가장 예리한 사상가들은 자유주의의 문화적 표현에 대해 전쟁을 선포함으로써 그 지수에 대해 "정치적 올바름"의 혐의를 평준화함으로써 전체 정치 프로젝트의 신용을 떨어 뜨릴 수 있다는 것을 금방 알았다.
글렌 루리는 1994년에 학계 내에서 권력과 권위가 그 문제의 양측에 의해 논쟁을 벌이고 있을 때 "정치적 정확성"이라는 주제를 다루는 것은 "친구"와 "적"이 될 수 있는 자신의 주장에 대한 조사를 초대하는 것이라고 썼다.  좌파와 우파의 전투원들은 작가가 "그들을 위한" 작가인지 "그들을 반대하는" 작가인지 평가하려고 할 것이다. 제프리 휴즈는 정치적 정확성에 대한 논쟁은 언어를 바꾸는 것이 실제로 정치적, 사회적 문제를 해결하는지에 관한 것이며, 비평가들은 검열, 지적 협박, 그것을 실행하는 사람들의 도덕적 순결을 보여주는 것보다 문제 해결에 관한 것이 아니라고 생각한다고 제안했다.

## 사용
이 용어의 현대 경멸적인 사용은 20세기 후반에 신좌파에 대한 보수적인 비판에서 나왔다. 이 사용법은 1990년대 내내 뉴욕 타임즈 및 기타 미디어의 여러 기사에서 대중화되었으며 그리고 널리 사용되었다.앨런 블룸의 1987년 책을 둘러싼 논쟁에서 미국 정신의 폐쇄. 이 용어는 로저 킴볼의 종신 급진주의자 (1990), 그리고 보수적인 작가 디네쉬 디 수자에스 1991년 책 "IIIiberal Education" 정치적으로 올바른 언어의 지지자들은 "언어 경찰"로 경멸 적으로 불려 왔다.

### 교육
이 용어에 대한 현대의 논쟁은 학계와 교육에서 자유주의 편향에 대한 보수적 인 비판에 의해 촉발되었으며 이후 보수 주의자들은 이를 주요 공격 노선으로 사용했다. 마찬가지로 미국의 고등 교육에 대한 일반적인 보수적 비판은 교직원의 정치적 견해가 일반 인구보다 더 자유롭고 이것이 정치적 올바름의 분위기에 기여한다는 것이다.윌리엄 데 레시에 비츠 정치적 올바름을 "환영받지 못하는 신념과 아이디어"를 침묵시키려는 시도로 정의하고, 캠퍼스 교수진과 교직원이 학비에 의존하는 학생들의 분노를 경계하기 때문에 이는 주로 영리 교육의 결과라고 주장한다.
2020년에 발표된 예비 연구에 따르면 미국의 한 대형 공립 대학의 학생들은 일반적으로 강사가 개방적이고 다양한 관점의 자유로운 표현을 장려한다고 느꼈다. 그럼에도 불구하고 대부분의 학생들은 정치적 의견을 표명 한 결과에 대해 걱정했으며, "정치적 견해 표현과 자기 검열에 대한 우려는 보수적인 학생들 사이에서 더 널리 퍼져 있다."

### 음모론
서구의 일부 보수적인 논평가들은 "정치적 올바름"과 다문화주의가 유대-기독교 가치를 훼손하려는 궁극적 인 목표를 가진 음모의 일부라고 주장한다. 이 이론은 정치적 올바름이 프랑크푸르트 학파의 비판 이론에서 비롯된 것으로, 그 지지자들이 "문화 마르크스주의"라고 부르는 음모의 일부라고 주장한다. 이 이론은 1992년 마이클 미니니노의 에세이 "새로운 암흑 시대: 프랑크푸르트 학파와 정치적 올바름"에서 시작되었다: 2001년 보수적인 논평가 패트릭 뷰캐넌은 "정치적 올바름은 문화적 마르크스주의"이며 "그 상표는 편협함"이라고 "The Death of the West" 저널에 썼다.

### 미디어
미국에서는 이 용어가 책과 저널에서 널리 사용되었지만 영국에서는 주로 대중 언론에 국한되어 사용되었다. 특히 우파의 많은 작가와 대중 매체 인사들은 언론의 편견으로 간주되는 것을 비판하기 위해 이 용어를 사용했다. 윌리엄 맥고완 맥고완이 자유주의 이념과 소수 집단을 불쾌하게 하는 것에 대한 두려움 때문에 언론인들이 기사를 잘못하거나 보도 할 가치가 있는 기사를 무시한다고 주장한다. 로버트 노박, 그의 에세이에서 "정치적 정확성은 뉴스 룸에 자리가 없다", 편견의 모습을 지나치게 피하는 경향이 있다고 생각하는 언어 사용 정책을 채택한 신문사를 비난하기 위해 이 용어를 사용했다. 그는 언어의 정치적 올바름이 의미를 파괴할 뿐만 아니라 보호받아야 할 사람들을 비하한다고 주장했다.
저자 데이비드 슬론과 에밀리 호프는  미국에서 언론인들은 뉴스 룸의 정치적 정확성에 대한 우려를 무시하고 정치적 정확성 비판을 오래된 "자유주의 미디어 편향" 라벨과 동일시한다고 주장한다. 저자 존 윌슨에 따르면 "정치적 올바름"의 좌파 세력은 관련 없는 검열로 비난을 받아왔으며, 타임은 미국 네트워크 텔레비전의 폭력 반대 캠페인이 "경찰의 감시"로 인해 "조심스럽고 위생화되고 자신의 그림자를 두려워하는 주류 문화"에 기여한 것으로 인용하고, TV 프로그램을 대상으로 한 시위와 광고주 보이콧은 일반적으로 텔레비전에서의 폭력, 성, 동성애 묘사에 반대하는 우익 종교 단체가 조직하고 있다.

### 포괄적인 언어
포괄적 또는 형평성 언어 지지자들이 성 차별, 인종 차별 또는 특정 집단에 대한 편견, 편견 또는 모욕적인 아이디어를 표현하거나 암시하는 것으로 인식하는 표현을 피하고 대신 불쾌감을 피하고 평등주의의 이상을 충족시키기 위한 언어를 사용하는 언어 스타일이다. 이러한 언어 스타일은 때때로 중립적인 설명 또는 반대자들에 의해 부정적인 의미를 지닌 일종의 "정치적 올바름"이라고 불린다. 적어도 일부 지지자들은 둘 사이의 연관성을 부인한다. "정치적 정확성은 불쾌감을 주지 않는 데 초점을 맞추는 반면 포용적인 언어는 사람들의 정체성을 존중하는 데 초점을 맞추고 있다."

### 풍자적 사용
정치적 올바름은 종종 풍자되기도 하는데, 예를 들어 사울 제루샬미와 렌 즈비그뉴우 엑스의 PC 선언문(1992), 제임스 핀 가너의 정치적으로 올바른 동화(1994)는 과장된 정치적으로 올바른 관점에서 다시 쓴 동화를 선보이다. 1994년 코미디 영화 PCU 대학 캠퍼스에서 정치적 올바름을 살펴 보았다. 다른 예로는 텔레비전 프로그램 정치적으로 올바르지 않음, 조지 칼린의 "완곡 어법"루틴, 그리고 정치적으로 올바른 스크랩북. 사우스 파크 만화 프로그램의 인기로 인해 "사우스 파크 공화당"이라는 용어가 만들어졌다. 앤드류 설리반, 그리고 나중에 책 사우스 파크 보수 주의자 작성자 Brian C. Anderson. 시즌 19 (2015)에서 사우스 파크는 정치적 정확성의 원칙을 조롱하기 위해 원칙을 구현하는 캐릭터 PC 교장을 소개했다.  콜버트 보고서에스는 호스트 스티븐 콜버트 종종 풍자적으로 "PC 경찰"에 대해 이야기했다.

### 과학
진화, 간접흡연, 에이즈, 지구 온난화, 인종 및 기타 정치적으로 논쟁적인 과학적 문제에 대해 일반적으로 받아들여지는 특정 과학적 견해에 반대하는 그룹은 자유주의 정치에 의해 타락했다고 믿는 과학계가 이러한 문제에 대한 자신들의 관점을 부당하게 거부하는 것을 설명하기 위해 '정치적 올바름'이라는 용어를 사용했다.

## 우익의 정치적 올바름
"정치적 올바름"은 일반적으로 자유주의 또는 좌파의 용어와 행동을 설명하는 데 사용되는 레이블이지만 우파의 언어와 행동을 형성하려는 유사한 시도에는 거의 사용되지 않는다. 2012년에 경제학자 폴 크루그먼은 "우리 담론의 가장 큰 위협은 자유주의 버전과 달리 그 뒤에 많은 힘과 돈을 가진 우파의 정치적 올바름이다."라고 썼다. 그리고 그 목표는 오웰이 뉴스 스피치 개념을 통해 전달하려고 했던 것과 매우 유사하다. 즉, 기존 질서에 도전하는 아이디어에 대해 이야기하고 생각할 수 없게 만드는 것이다." 카토 연구소의 알렉스 노라스테는 우파의 정치적 올바름을 "애국적 올바름"이라고 언급했다.

## 비판
다른 사람들이 차별적이라고 여기는 용어를 바꾸려고 할 때 그 용어를 당사자들은 오히려 수용하려고 하는 경우가 있어 문제가 더 복잡해지는 경우가 많다. 정치적 올바름에 비판적인 시각을 가진 평론가들은 정치적 올바름이 지나치게 만연하게 되면, 사회가 전체주의 사회가 되고, 집단적인 압력이 개인의 자유를 억압하는 현상이 생길 수 있다고 지적한다. 또한 차별금지법 제정과 같은 정치적 올바름의 법제화에 대해서도 반대 입장을 표명한다.

## 사례

### 인물 관련
- 북아메리카 내 원주민 집단
  - 아메리카 인디언이라는 단어 대신 아메리카 원주민(Native Americans) 혹은 퍼스트 네이션스(First Nations)라는 대체어가 사용된다.
  - 에스키모라는 말은 모욕적인 뜻을 담고 있다고 여겨져서 이누이트, 유픽, 알류트 등 세부적인 각각의 민족을 뜻하는 구체적인 용어로 대체됐다.
- 대한민국의 개신교 성경 표준새번역 개정판은 개역 성서에서 “형제”라고 번역되었던 낱말을 “형제자매”로 바꾸었다.
- 영어권에서 ‘스튜어디스(stewardess)’라는 말은 여성 승무원만을 가리키는 말로, 남성 승무원을 일컫는 ‘스튜어드(steward)’와 함께 ‘플라이트 어텐던트(flight attendant), 비행기 승무원’으로 대체됐다.
- 외국인(Foreigner, Alien)은 비시민권자(Non-citizen), 불법이민자(Illegal immigrant)는 서류미비자(Undocumented)로 대체되었다.

### 기타
- 집회나 시위 등에서 물리적 충돌로 인명피해가 발생했을 때 시위 주체들의 입장을 존중해야 한다는 취지에서 폭동 대신 '봉기'로 표현을 완화해야 한다는 주장이 나올 때가 있다.[60]

## 같이 보기
- 소셜 저스티스 워리어(SJW, PC주의자)
- 언더도그마(underdogma) vs 오버도그마(overdogma)
- 프랑크푸르트 학파
- 문화막시즘
- 신마르크스주의
- 검열(센서십)
- 강남좌파
- 조지 소로스
- 프레이밍
- 페이비언 협회
- 급진적 여성주의
- 단문화주의
- 복문화주의
- 국어 순화
- 고토바가리